# Edy’s Pie
Edy’s Pie (ранее Eskimo Pie) — американский бренд ванильного эскимо в шоколадной глазури, принадлежащий подразделению Dreyer’s компании Froneri. Является первым десертом такого типа, продаваемым в США.
После протестов после убийства Джорджа Флойда в 2020—2021 годах название было изменено на Edy’s Pie в честь соучредителя Dreyer, производителя конфет Джозефа Эди. В первом названии использовался термин «эскимос», который некоторые считают оскорбительным для американских инуитов, юпиков и алеутов.

## История

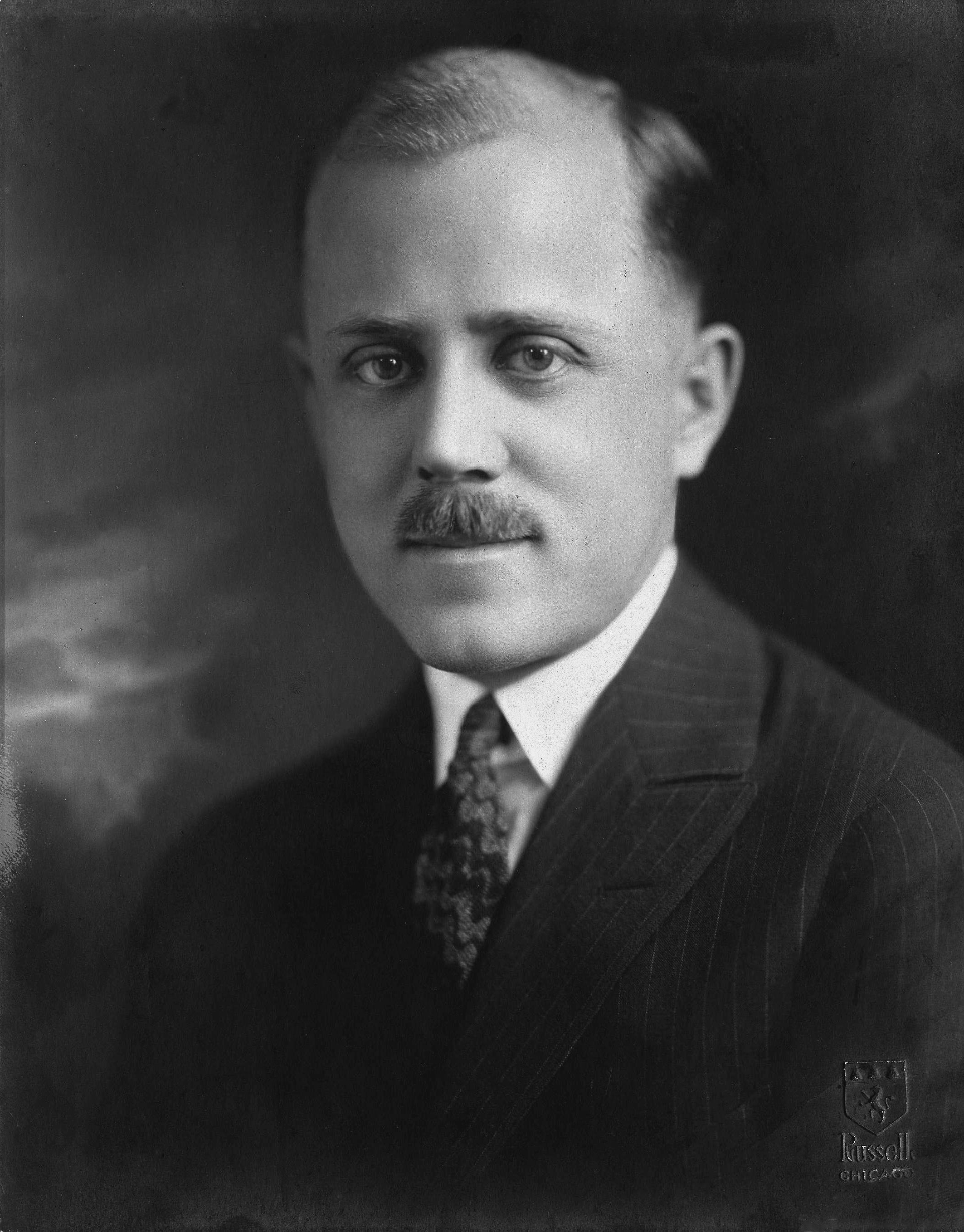
Кристиан Кент Нельсон, соучредитель Eskimo Pie, в 1922 году

Датский иммигрант Кристиан Кент Нельсон, школьный учитель и владелец кондитерской, утверждал, что вдохновение для Eskimo Pie пришло ему в 1920 году в Онаве, штат Айова, когда мальчик в его магазине не мог решить, на что потратить свои деньги: на мороженое или шоколад. После экспериментов с различными способами приклеивания расплавленного шоколада к кубикам мороженого, Нельсон начал продавать своё изобретение под названием I-Scream Bars. В 1921 году он подал заявку на патент и заключил соглашение с местным производителем шоколада Расселом С. Стовером о массовом производстве шоколада под новым торговым названием «Eskimo Pie» (название, предложенное его женой, Кларой Стовер), и о создании Eskimo Pie Corporation. После того, как 24 января 1922 года был выдан патент США № 1404539, Нельсон передал продукт по франшизе, позволив производителям мороженого выпускать его под этим названием. Патент, который распространялся на любой вид замороженных кондитерских изделий, завёрнутых в конфеты, был признан недействительным в 1928 году.
Стовер продал свою долю в бизнесе, после чего основал шоколадную фабрику Russell Stover Candies. Нельсон разбогател независимо на гонорарах от продажи Eskimo Pie. В 1922 году он продавал миллион Eskimo Pie в день.
Затем Нельсон продал свою долю в бизнесе компании United States Foil Company, которая производила обёртки для Eskimo Pie. Он ушёл в отставку в молодом возрасте, но, как сообщается, от скуки вернулся в то место, которое ранее называлось Reynolds Metals Company (ныне часть компании Alcoa), в 1935 году, изобретая новые методы производства и доставки Eskimo Pie и работая в качестве руководителя до своего окончательного ухода на пенсию в 1961 году.
В 1992 году Нельсон умер в возрасте 99 лет. В том же году корпорация Eskimo Pie Corporation была выделена из Reynolds в рамках первичного публичного размещения акций в качестве альтернативы приобретению, которое в 1991 году предложила компания Nestlé.
Оригинальная иконка ребёнка с круглым лицом для бренда Eskimo Pie была создана иллюстратором Гё Фудзикавой.
Компания CoolBrands International, расположенная в Маркеме, Онтарио, приобрела корпорацию Eskimo Pie Corporation в 2000 году. В 2004 году после потери лицензии Weight Watchers/Smart Ones компания столкнулась с финансовыми трудностями. К 2007 году компания распродала основные активы, а в феврале 2007 года продала Eskimo Pie и Chipwich подразделению Dreyer’s компании Nestlé.
В 2020 году компания Dreyer’s объявила, что в 2021 году сменит прежнее название бренда на Edy’s Pie.

## Галерея

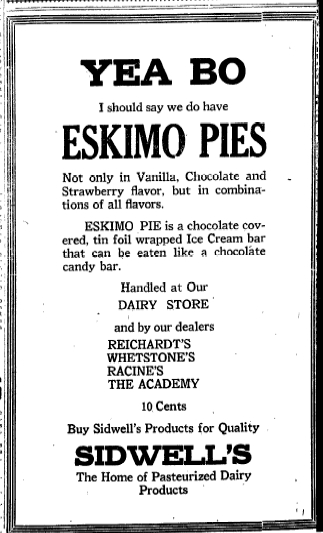
Одно из самых ранних рекламных объявлений Eskimo Pie. 3 ноября 1921 года, Iowa City Press-Citizen.
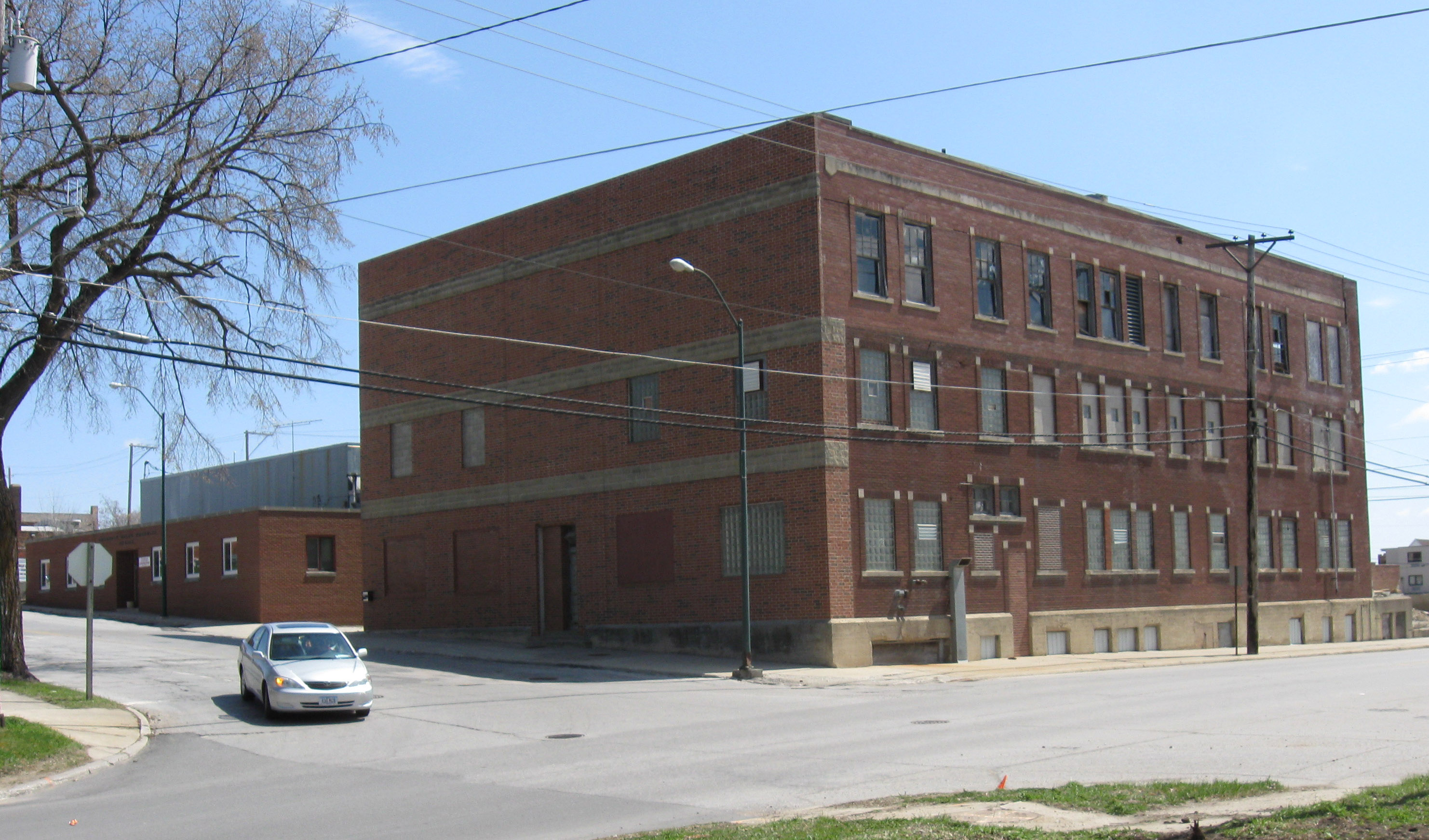
Заброшенная молочная ферма Rosedale Dairy, Форт-Додж, штат Айова
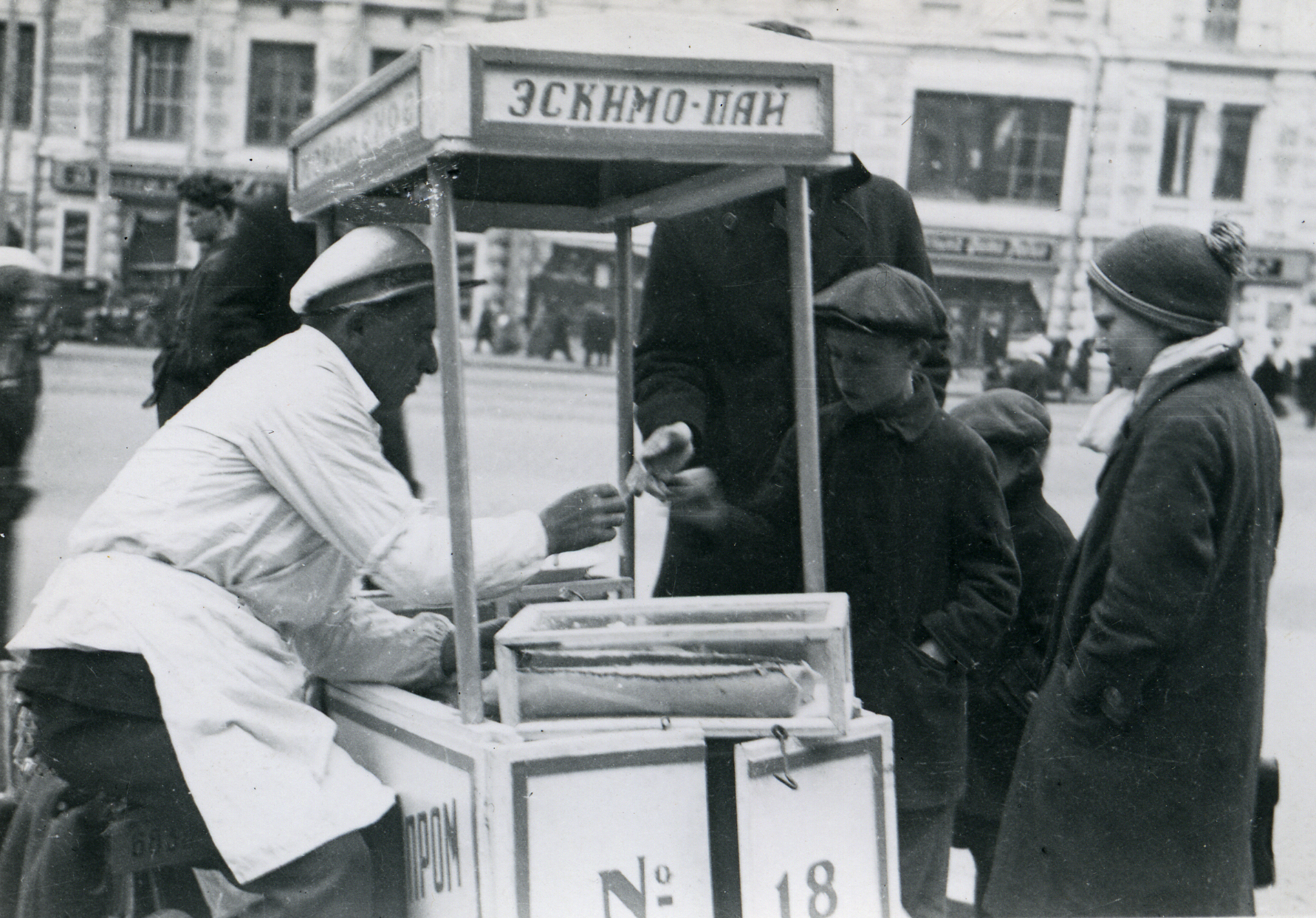
Торговля мороженым «эскимо пай» в СССР, 1935 год